# Köprübaşı, Kargı
Köprübaşı là một xã thuộc huyện Kargı, tỉnh Çorum, Thổ Nhĩ Kỳ. Dân số thời điểm năm 2010 là 197 người.